# Houville-en-Vexin
Houville-en-Vexin – miejscowość i gmina we Francji, w regionie Normandia, w departamencie Eure.
Według danych na rok 1990 gminę zamieszkiwało 167 osób, a gęstość zaludnienia wynosiła 21 osób/km² (wśród 1421 gmin Górnej Normandii Houville-en-Vexin plasuje się na 733 miejscu pod względem liczby ludności, natomiast pod względem powierzchni na miejscu 471).